# Nuoto ai campionati mondiali di nuoto 2017 - Staffetta 4x200 metri stile libero maschile
La gara di nuoto della staffetta 4x200 metri stile libero maschile dei campionati mondiali di nuoto 2017 è stata disputata il 28 luglio presso la Duna Aréna di Budapest. Vi hanno preso parte 17 squadre nazionali. La competizione è stata vinta dalla squadra britannica, mentre l'argento e il bronzo sono andati rispettivamente alla squadra russa e a quella statunitense.

## Medaglie
| Posizione | Nazione       | Atleti                                                                                       |
| --------- | ------------- | -------------------------------------------------------------------------------------------- |
| Oro       | Gran Bretagna | Stephen Milne Nicholas Grainger Duncan Scott James Guy Calum Jarvis*                         |
| Argento   | Russia        | Michail Dovgaljuk Michail Vekoviščev Danila Izotov Aleksandr Krasnych Nikita Lobincev*       |
| Bronzo    | Stati Uniti   | Blake Pieroni Townley Haas Jack Conger Zane Grothe Conor Dwyer* Clark Smith* Jay Litherland* |

* Nuotatori che hanno partecipato solamente nelle batterie.

## Programma
| Data           | Ora (UTC+2) | Turno    |
| -------------- | ----------- | -------- |
| 28 luglio 2017 | 10:47       | Batterie |
| 28 luglio 2017 | 19:12       | Finale   |

## Record
Prima della manifestazione il record del mondo e il record dei campionati erano i seguenti.
| Record mondiale       | 6'58"55 | Stati Uniti Michael Phelps (1'44"49) Ricky Berens (1'44"13) David Walters (1'45"47) Ryan Lochte (1'44"46) | 31 luglio 2009 Roma, Italia |
| Record dei campionati | 6'58"55 | Stati Uniti Michael Phelps (1'44"49) Ricky Berens (1'44"13) David Walters (1'45"47) Ryan Lochte (1'44"46) | 31 luglio 2009 Roma, Italia |

Nel corso della competizione non sono stati migliorati.

## Risultati

### Batterie
| Posizione | Batteria | Corsia | Atleti | Nazione       | Tempo   | Note |
| --------- | -------- | ------ | --- | ------------- | ------- | ---- |
| 1         | 1        | 5      | Clyde Lewis (1'46"79) David McKeon (1'46"72) Alexander Graham (1'46"52) Jack Cartwright (1'45"65)               | Australia     | 7'05"68 | Q    |
| 2         | 1        | 4      | Stephen Milne (1'46"78) Nicholas Grainger (1'46"19) Calum Jarvis (1'46"32) Duncan Scott (1'46"50)               | Gran Bretagna | 7'05"79 | Q    |
| 3         | 2        | 3      | Michail Vekoviščev (1'46"78) Danila Izotov (1'45"91) Nikita Lobincev (1'48"51) Michail Dovgaljuk (1'46"01)      | Russia        | 7'07"21 | Q    |
| 4         | 2        | 6      | Kyle Stolk (1'47"45) Ferry Weertman (1'47"42) Stan Pijnenburg (1'47"56) Maarten Brzoskowski (1'46"79)           | Paesi Bassi   | 7'09"22 | Q    |
| 5         | 1        | 6      | Filippo Megli (1'47"59) Filippo Magnini (1'47"35) Luca Dotto (1'47"64) Gabriele Detti (1'46"95)                 | Italia        | 7'09"53 | Q    |
| 6         | 2        | 5      | Kōsuke Hagino (1'47"51) Naito Ehara (1'46"40) Tsubasa Amai (1'48"28) Katsuhiro Matsumoto (1'47"47)              | Giappone      | 7'09"66 | Q    |
| 7         | 2        | 4      | Conor Dwyer (1'47"77) Clark Smith (1'47"57) Jay Litherland (1'47"48) Zane Grothe (1'46"96)                      | Stati Uniti   | 7'09"78 | Q    |
| 8         | 1        | 1      | Kacper Majchrzak (1'46"74) Filip Zaborowski (1'48"42) Antoni Kałużyński (1'48"52) Jan Świtkowski (1'46"85)      | Polonia       | 7'10"53 | Q    |
| 9         | 1        | 3      | Philip Heintz (1'48"65) Poul Zellmann (1"47"32) Clemens Rapp (1'48"20) Jacob Heidtmann (1'46"86)                | Germania      | 7'11"03 |      |
| 10        | 2        | 2      | Nándor Németh (1'47"84) Benjamin Gratz (1'49"43) Ádám Telegdy (1'49"02) Dominik Kozma (1'44"81)                 | Ungheria      | 7'11"10 |      |
| 11        | 2        | 7      | Wang Shun (1'48"56) Ji Xinjie (1'49"08) Ma Tianchi (1'49"40) Qian Zhiyong (1'48"58)                             | Cina          | 7'15"62 |      |
| 12        | 1        | 2      | Anders Lie (1'47"74) Daniel Skaaning (1'47"40) Marcus Kroyer (1'49"85) Sebastian Ovesen (1'50"96)               | Danimarca     | 7'15"95 |      |
| 13        | 2        | 1      | Marwan El-Kamash (1'48"80) Mohamed Samy (1'48"27) Ahmed Akram (1'48"89) Marwan El-Amrawy (1'50"99)              | Egitto        | 7'16"95 |      |
| 14        | 1        | 7      | Jeremy Bagshaw (1'49"03) Markus Thormeyer (1'50"46) Yuri Kisil (1'49"23) Carson Olafson (1'48"64)               | Canada        | 7'17"36 |      |
| 15        | 2        | 0      | Velimir Stjepanović (1'47"87) Uroš Nikolić (1'51"89) Stefan Šorak (1'49"95) Ivan Lenđer (1'49"47)               | Serbia        | 7'18"68 |      |
| 16        | 1        | 8      | Denis Loktev (1'50"07) Liran Konovalov (1'50"11) Tomer Frankel (1'49"80) Daniel Namir (1'49"34)                 | Israele       | 7'19"32 |      |
| 17        | 2        | 8      | Andreas Vazaios (1'47"48) Dimitrios Dimitriou (1'50"56) Dimitrios Negris (1'51"25) Christos Katranzis (1'51"26) | Grecia        | 7'20"55 |      |

### Finale
| Posizione | Corsia | Atleti | Nazione       | Tempo   | Note |
| --------- | ------ | --- | ------------- | ------- | ---- |
|           | 5      | Stephen Milne (1'47"25) Nicholas Grainger (1'46"05) Duncan Scott (1'44"60) James Guy (1'43"80)                | Gran Bretagna | 7'01"70 | RN   |
|           | 3      | Michail Dovgaljuk (1'46"00) Michail Vekoviščev (1'45"91) Danila Izotov (1'45"97) Aleksandr Krasnych (1'44"80) | Russia        | 7'02"68 |      |
|           | 1      | Blake Pieroni (1:46.33) Townley Haas (1:44.58) Jack Conger (1:45.37) Zane Grothe (1:46.90)                    | Stati Uniti   | 7:03.18 |      |
| 4         | 4      | Clyde Lewis (1'46"81) Mack Horton (1'46"25) Alexander Graham (1'46"59) Jack Cartwright (1'46"33)              | Australia     | 7'05"98 |      |
| 5         | 7      | Kōsuke Hagino (1'47"32) Naito Ehara (1'46"60) Tsubasa Amai (1'47"30) Katsuhiro Matsumoto (1'46"46)            | Giappone      | 7'07"68 |      |
| 6         | 2      | Filippo Megli (1'47"34) Gabriele Detti (1'46"08) Filippo Magnini (1'49"09) Luca Dotto (1'46"93)               | Italia        | 7'09"44 |      |
| 7         | 8      | Kacper Majchrzak (1'46"46) Filip Zaborowski (1'47"58) Antoni Kałużyński (1'48"12) Jan Świtkowski (1'47"46)    | Polonia       | 7'09"62 |      |
| 8         | 6      | Kyle Stolk (1'47"73) Ferry Weertman (1'48"23) Stan Pijnenburg (1'47"60) Maarten Brzoskowski (1'49"20)         | Paesi Bassi   | 7'12"76 |      |